# Sings Bob McDill
(Don Williams) Sings Bob McDill is een muziekalbum van Don Williams uit 1986.
Het is een verzamelalbum waarop hij eerder uitgebrachte nummers zingt die allemaal zijn geschreven door Bob McDill. McDill was een van de belangrijkste songwriters voor Williams, meteen vanaf het begin toen de countryzanger zijn eerste elpee Volume one in 1973 uitbracht.

## Nummers
| Nummer | Naam                                           | Schrijver                       | Duur |
| ------ | ---------------------------------------------- | ------------------------------- | ---- |
| A1     | Amanda                                         | Bob McDill                      | 3:17 |
| A2     | Come early morning                             | Bob McDill                      | 3:08 |
| A3     | (Turn out the light and) Love me tonight       | Bob McDill                      | 2:32 |
| A4     | Say it again                                   | Bob McDill                      | 2:55 |
| A5     | She never knew                                 | Bob McDill en Wayland Holyfield | 2:50 |
| B1     | Rake and ramblin' man                          | Bob McDill                      | 2:50 |
| B2     | It must be love                                | Bob McDill                      | 2:30 |
| B3     | Good ole boys like me                          | Bob McDill en Don Williams      | 4:09 |
| B4     | If hollywood don't need you (Honey I still do) | Bob McDill                      | 2:58 |
| B5     | It's time for love                             | Bob McDill en Hunter Moore      | 2:58 |